# Metromenus angustifrons
Metromenus angustifrons är en skalbaggsart som beskrevs av Sharp 1903. Metromenus angustifrons ingår i släktet Metromenus och familjen jordlöpare. Inga underarter finns listade i Catalogue of Life.